# Ego (chanson de Willy William)
Pour les articles homonymes, voir Ego (homonymie).
Singles de Willy William
Te quiero
(2015) On s'endort
(2016)
Ego est le deuxième single solo du chanteur Willy William extrait de son premier album Une seule vie. 
Le clip Ego ego cumule 1 milliard de vues sur YouTube[Quand ?]et sur d'autre plateforme . Il s'agit du deuxième clip francophone le plus vu de la plateforme (en).

## Classements
| Classement (2015-16)                    | Meilleure position |
| --------------------------------------- | ------------------ |
| Allemagne (Media Control AG)            | 39                 |
| Belgique (Flandre Ultratop 50 Singles)  | 16                 |
| Belgique (Wallonie Ultratop 50 Singles) | 3                  |
| France (SNEP)                           | 12                 |
| France (SNEP Streaming)                 | 17                 |
| Hongrie (Rádiós Top 40)                 | 20                 |
| Israël (Media Forest)                   | 1                  |
| Italie (FIMI)                           | 18                 |
| Pays-Bas (Nederlandse Top 40)           | 4                  |
| Pologne (ZPAV)                          | 30                 |
| Slovaquie (IFPI Rádio)                  | 32                 |
| Suisse (Schweizer Hitparade)            | 75                 |

## Certifications
| Région                                                                                                 | Certification | Ventes/Streams |
| --- | ------------- | -------------- |
| Italie (FIMI)                                                                                          | Platine       | 50 000         |
| *Ventes selon la certification ^Mise en rayon selon la certification xNon précisé par la certification |               |                |